# El Ranchito, Tototlán
El Ranchito är en ort i Mexiko.   Den ligger i kommunen Tototlán och delstaten Jalisco, i den centrala delen av landet, 400 km väster om huvudstaden Mexico City. El Ranchito ligger 1 577 meter över havet och antalet invånare är 234.
Terrängen runt El Ranchito är kuperad norrut, men söderut är den platt. Runt El Ranchito är det ganska tätbefolkat, med 104 invånare per kvadratkilometer. Närmaste större samhälle är Tototlán, 8,5 km sydväst om El Ranchito. Omgivningarna runt El Ranchito är en mosaik av jordbruksmark och naturlig växtlighet.